# 曼哈頓 (堪薩斯州)
曼哈頓（英語：Manhattan），位於美國堪薩斯州賴利郡的都市，根據2010年的人口普查，當地有52,281人。
堪薩斯州的曼哈頓是賴利郡的郡治，也是堪薩斯州立大學所在的大學城，位於39°11′30″N， 96°35′30″W，暱稱是小蘋果，相對於暱稱大蘋果的紐約。

## 外部連結
- 曼哈頓 （页面存档备份，存于）